# مربى عنب الثور
مُربى عِنبُ الثورِ عُنصراً أساسِياً في المَطبخِ الأوربي الشمَاليّ شائعٌ أيضاً بشَكلِ كَبير في أوروبا الوسطَى والشَرقية.
| يٌقدمُ مُربى العنب الثوري والحلوى السويدية مع البطاطس والخيار. |                                    |
| النوع                                                       | مُتعدد                              |
| المنطقة أو البلد                                            | أوروبا الوسطى،والشرقية، والشمالية. |
| المكونات الرئيسية                                           | عنب الثور والسُكر.                  |
| - الإعلام: مربى عنب الثور                                   |                                    |

يَنمو عِنَبُ الثَورِ في الشَجر القَصيرِ دائِمِ الخُضرةِ في تندَرا القُطبي الشَمَالي خِلالَ نِصفُ الأرضِ الشَماليِ مِن أوراسيا إلى أمريكيا الشَماليةِ

## التاريخ
قَد يُباعُ عِنَبُ الثَور في السُويدِ كَمُربى أو عَصيرٍ، أو كَعُنصرٍ أسَاسياً في الأطبَاقِ و الحَلوى، يُقدَمُ مُربى الثَورِ بِجَانبِ أطبَاقِ اللُحومِ مِثل كُراتِ اللَحمِ، و يَخنَةِ اللَحمِ البَقريّ، وأطباقِ لَحمةِ الأمعَاءِ ( مَثل ماكسالاتيكو: طَبقٌ لَحمٍ فنلندي)، إقليِمياً يُقدَمُ مُربىَ عِنَبُ الثَورِ بِجَانبِ سَمَكُ الرَنكةَ المَقليّ.
يُقَدمُ مُربى عِنَبُ الثَور بِشَكلٍ شَائعٍ مَمزوجاً بالأطباقُ التَقليدية مِثلُ (كروبكاكر: طَبقٌ مِنَ اللَحمِ السويديِ يُشبه الشيشبرك)، و بيتفالت(طُبقٌ سويديِ يُشبه كروبكاكر)، و فَطيرةُ البَطاطسِ،و الفَطيرة الإسبَانيةِ، والمَلفوف، و فلاسبانكوكا (شطَائر لَحمُ الخِنزيرِ سويدي)، وموستماكورا (طَعامُ فنلندي يعني نَقانِقُ الدَمِ)، وبودينغ أسود (طَعامٌ إيرلندي وبريطاني يُشبه النقانق الأسود)، يُمكنُ أن يُقَدَمَ المُربى مَقروناً بَحساءِ الشُوفانِ، وأحياناً مَعَ القِرفَةِ، والبطاطَسِ المَهروسَةِ، وبَعَضُ الحَلَوياتِ.

## التَحضِيرُ
يُجَهَزُ مُربى عِنَبُ التُوتِ الثَوريّ بِعنايةٍ مَعَ التُوتِ، والسُكرِ، ويُوضَعُ إختيارياً القَلِيلِ مِنَ المَاءِ، يُمكِنُ تَخفِيفُ الأصنَافَ الرخِيصةَ مِعَ التُفاحِ.
يُحَضَرُ التُوتَ المُحلىَ طَازَجاً عَنَ طَرِيقِ خَلطِ التوتِ بالسُكرِ دونَ غَليَانٍ، ويُحفَظُ التُوتَ جَيداً بِدونِ أي موادٍ حَافظةٍ؛بِسَببِ حِمضِ البَنزَويكِ المَوجودِ بكَمياتٍ عَاليةٍ في التُوتِ.

## أنظر إلى
قائمةُ الفروق

## روابط خارجية
https://nordicdiner.net/lingonberry-jam/